# Некрасов Микола Олексійович
Мико́ла Олексі́йович Некра́сов (рос. Николай Алексеевич Некрасов; 28 листопада (10 грудня) 1821, м. Немирів, нині Вінницька область — 27 грудня 1877 (8 січня 1878), Санкт-Петербург) — російський поет, письменник та публіцист. Класик російської літератури.

## Життєпис

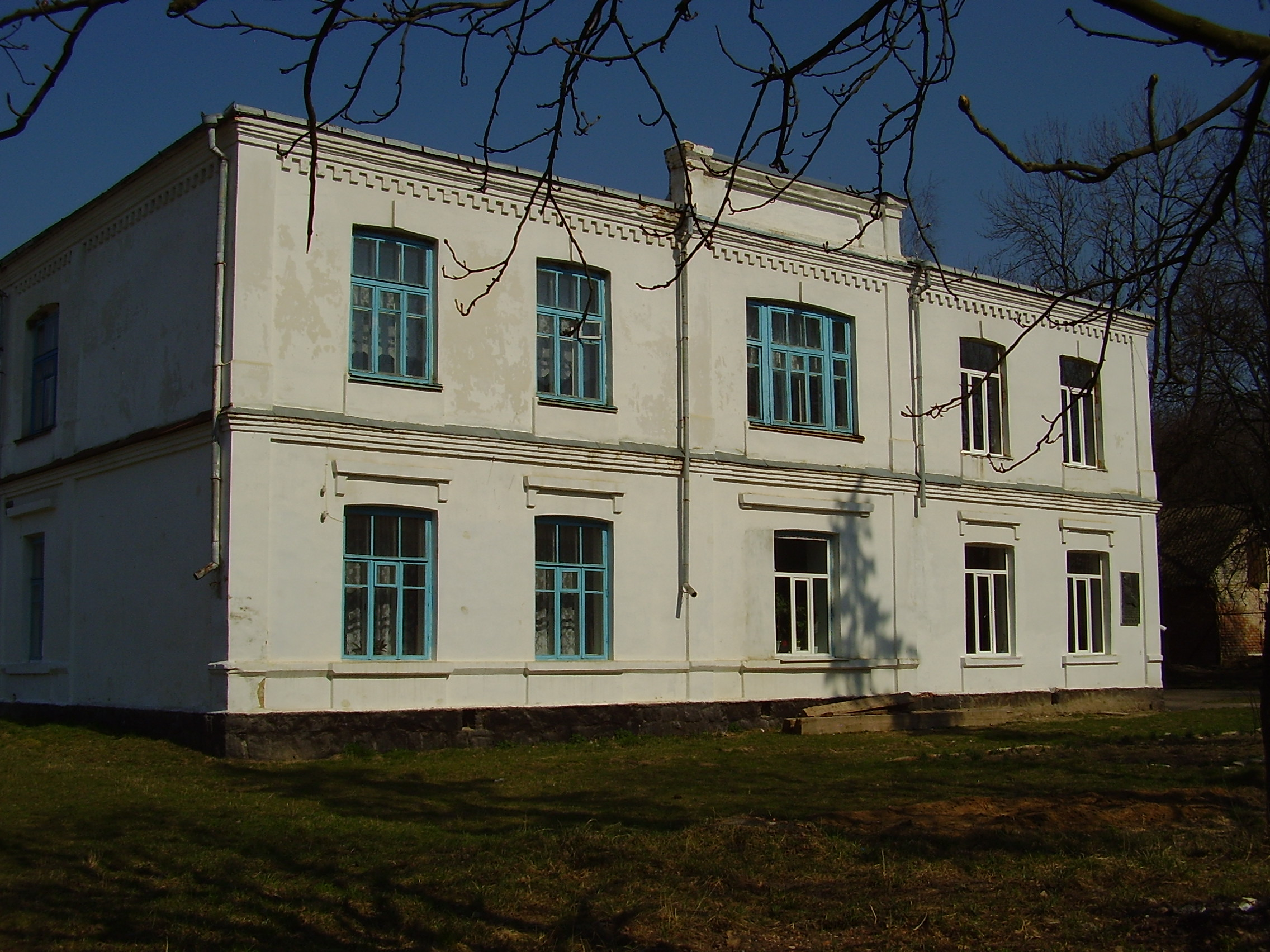
Дім, де народився Некрасов. Немирів.

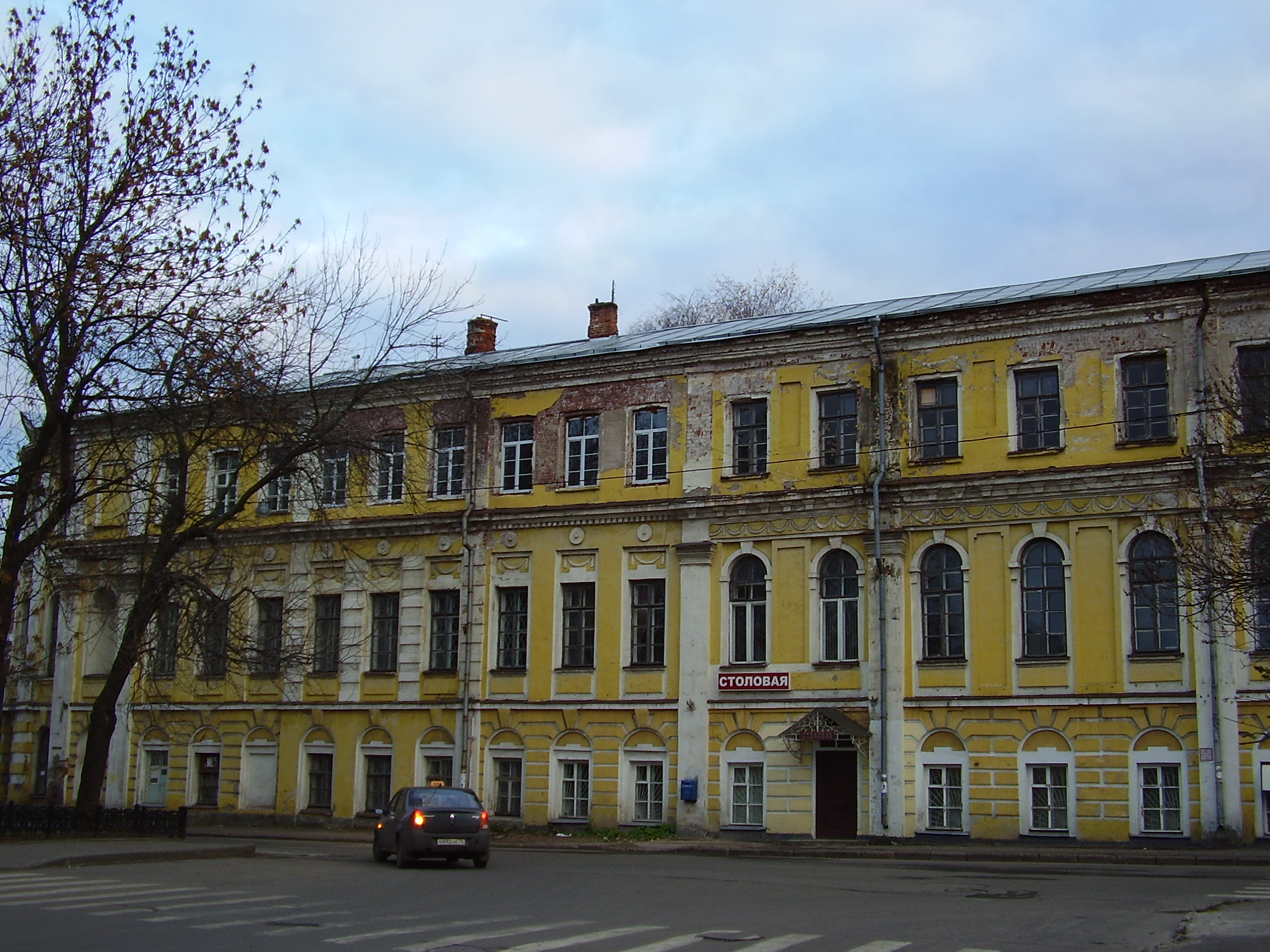
Будівля колишньої ярославської гімназії, в якій навчався Некрасов

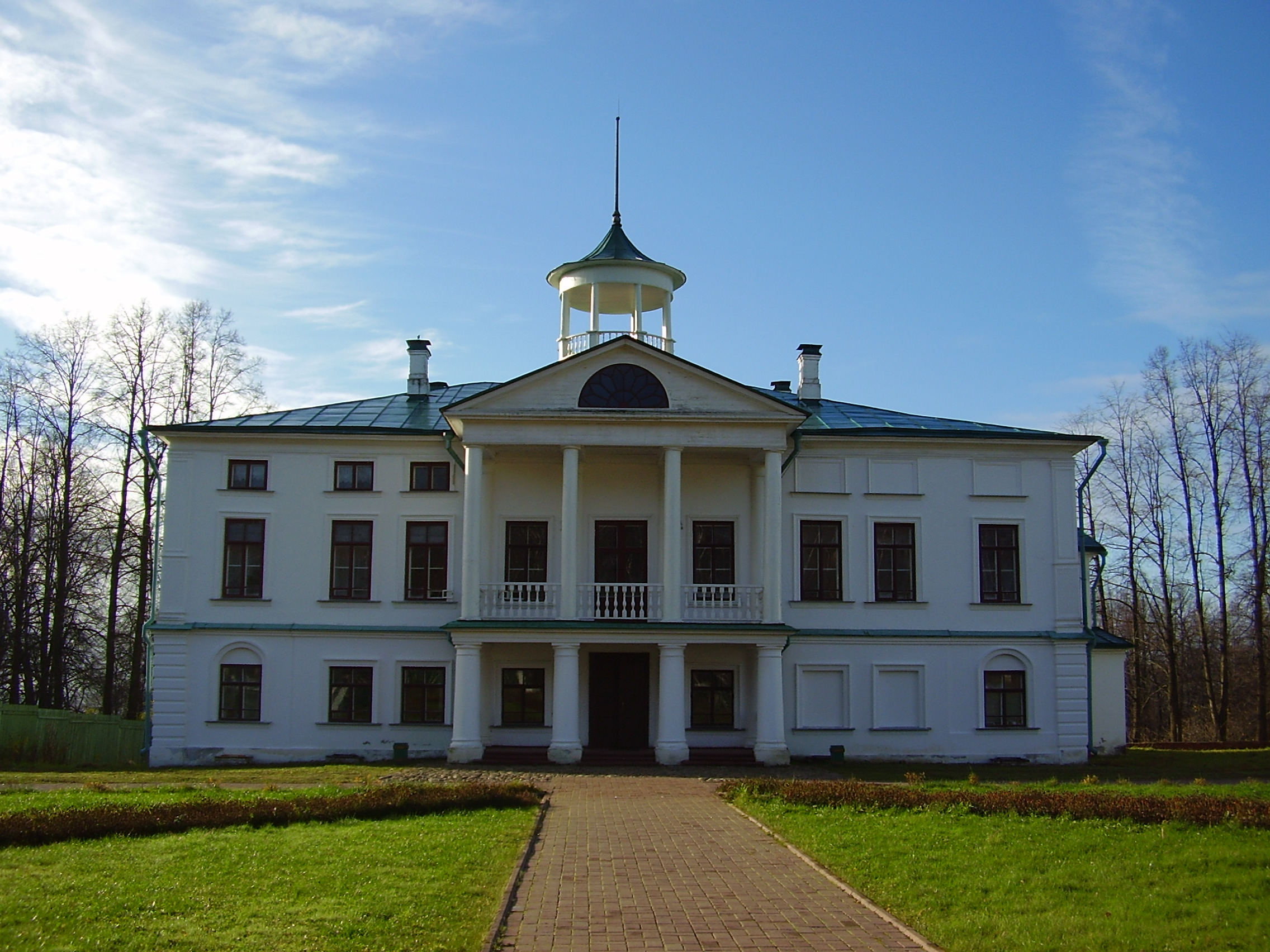
Карабіха. Головний будинок садиби

Микола Олексійович Некрасов народився 28 листопада (10 грудня) 1821 в Немирові Брацлавського повіту Подільської губернії.
Батько Некрасова, Олексій Сергійович був дрібномаєтним дворянином, офіцером. Вийшовши у відставку, він оселився у своєму родовому маєтку, в селі  Грєшневе  Ярославської губернії (нині село Некрасове). Мав кілька душ кріпаків, до яких ставився досить жорстоко. Його син з ранніх років спостерігав за цим, і вважається, що це зумовило становлення Некрасова як поета-революціонера.
Мати Некрасова, Олена Андріївна Закревська, стала його першою вчителькою. Вона мала гарне виховання і всім своїм дітям (яких було 14) теж намагалася прищепити любов до російської мови та літератури.
Дитячі роки Миколи Некрасова пройшли в Грєшневі. У віці 7 років майбутній поет почав складати вірші, а ще через кілька років — сатири.
1832—1837 роки — навчання в Ярославській гімназії. Навчався Некрасов посередньо, періодично конфліктував з начальством через свої сатиричні вірші.
1838 — Некрасов, не завершивши навчальний курс в гімназії (дійшов лише до 5 класу), поїхав до Санкт-Петербурга для вступу до дворянського полку. Батько мріяв, щоб Микола Олексійович став військовим. Але в Санкт-Петербурзі Некрасов, всупереч волі батька, намагався вступити до університету, не витримав вступних іспитів, і став вільним слухачем на філологічному факультеті.
1838—1840 роки — вільний слухач філологічного факультету Петербурзького університету. Дізнавшись про непослух сина, батько позбавляє його матеріальної підтримки. За власними спогадами Некрасова, він бідував близько трьох років, перебиваючись невеликими випадковими заробітками. Біографи поета назівають цей період його життя петербурзькими митарствами. Одночасно поет потрапив до літературного та журналістського кіл Санкт-Петербурга.
У 1838 році відбулася перша публікація Некрасова — вірш «Мысль» в журналі «Сын отечества». Згодом кілька віршів з'явилися в «Бібліотеці для чтенія», потім — в «Литературном приложении к „Русскому инвалиду“». Труднощі перших років життя в Санкт-Петербурзі Микола Олексійович описав згодом у незавершеному романі «Життя і пригоди Тихона Тростникова».
1840 — на перші заощадження Некрасов видав свою першу збірку за підписом «Н. Н.», попри те, що В. А. Жуковський його відмовляв. Збірка «Мечты и звуки» не мав успіху. Засмучений Некрасов знищив частину тиражу.
1841 — Некрасов став співробітником бібліографічного відділу «Отечественных записок».
У цей же період Микола Олексійович заробляв на життя журналістикою. Він редагував «Русскую газету» і вів у ній рубрики «Хроніка Петербурзького життя», «Петербурзькі дачі та околиці». Співпрацював у «Отечественных записках», «Русском инвалиде», «Пантеоні». Одночасно під псевдонімом Н. А. Перепельський писав казки, абетки, водевілі, мелодраматичні п'єси. Останні з успіхом ставились на сцені Александринського театру в Санкт-Петербурзі.
1842 рік — Некрасов познайомився з Бєлінським.
1843 — початок видавничої справи та випуск альманаху «Статейки у віршах без картинок».
1845 — написано перший реалістичний вірш Некрасова «В дорозі». Вірш отримав найвищу оцінку Бєлінського. Цього ж року Некрасов опублікував альманах «Фізіологія Петербургу».
1846 рік — Микола Олексійович видавав альманахи «Петербурзький збірник» і «Перше квітня». До всіх альманахів поета увійшли твори Бєлінського, І. Тургенєва, Ф. Достоєвського, В. Даля, О. Герцена. У поліцейських доносах Некрасова за зображення «низовинного» життя Петербурга називають «найвідчайдушнішим комуністом».
1847—1866 роки — Некрасов редагує журнал «Современник».
1847—1864 роки — Фактичний шлюб із письменницею Авдотьєю Яківною Панаєвою, яка також співпрацює в «Современнику».
Основними темами творчості поета в цей період стали лірика (вірші, присвячені Панаєвій, так званий «панаєвський цикл»), вірші про міських бідняків, про селянське життя, про народ.

Пам'ятник Некрасову у Вінниці

Середина 1850-х років — Некрасов лікувався від захворювання горла в Італії.
1856 — збірка віршів «Стихотворения Н. Некрасова» здобув шалений успіх.
1861 — особисто перебуваючи на похоронах Т. Г. Шевченка, Некрасов пише вірш «На смерть Шевченка».
1862 — написана поема «Лицар на годину». Твір став результатом поїздки Миколи Олексійовича по рідних місцях. Цього ж року Некрасов придбав садибу Карабиха, розташовану недалеко від Ярославля. Починаючи з цього року, в Карабисі поет проводить кожне літо.
1864 — Некрасов створює вірш  «Залізна дорога» , що вважається одним із його найсильніших громадянських творів. Він був заборонений цензурою і побачив світ лише восени наступного, 1865 року..
1866 — після селянської реформи революційно-демократичний журнал «Современник» заборонений цензурою.
1866—1876 роки — робота над поемою  «Кому на Русі жити добре» , яка залишилася незавершеною.
1868 рік — Некрасов отримав право на видання «Отечественных записок», якими спільно з М. Є. Салтиковим-Щедріним керував до своєї смерті.
1870 рік — написана поема «Дідусь».
1871—1872 роки — написання поеми  «Російські жінки» , що присвячена дружинам декабристів — Катерині Іванівні Трубецькій та Марії Миколаївні Волконській.
1875 — написана поема «Сучасники» (рос. «Современники»). На початку цього ж року поет тяжко захворів. Оперувати Некрасова з Відня приїхав знаменитий на той час хірург Т. Більрот, але операція не дала результатів.
1877 рік — М. Некрасов видав цикл віршів «Останні пісні» (рос. «Последние песни»). Над портретом смертельно хворого поета на замовлення Павла Третьякова цього року починає працювати Іван Крамський. Художник завершить його вже після смерті літератора. Картина матиме назву "М. О. Некрасов в період «Останніх пісень» (рос. «Н. А.  Некрасов в период „Последних песен“»).

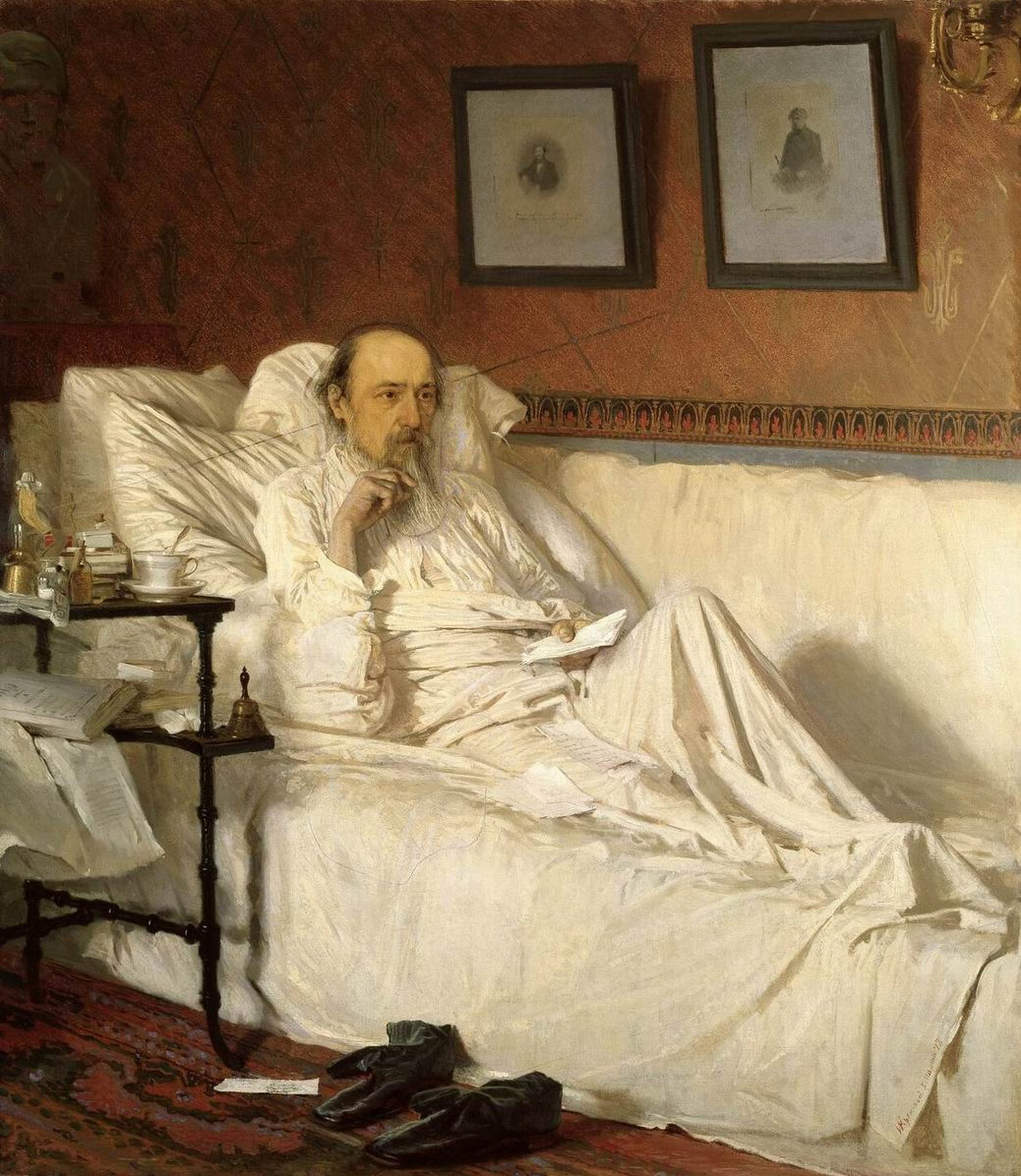
І. М. Крамський. Некрасов в період «Останніх пісень». 1877—1878 рр.

27 грудня 1877 (8 січня 1878 року) — Микола Олексійович Некрасов помер у Санкт-Петербурзі від раку. Похований на місцевому Новодівочому кладовищі.

## Значення і оцінка творчості Некрасова
У творчості Некрасова чи не вперше в російській поезії відображено життя робітничого класу пореформеної пори. Його стиль відрізнявся демократизмом, умінням ставити мистецтво на службу суспільним прагненням та реалістичним зображенням дійсності. Його творчість відіграла велику роль в розвитку передової російської літератури і в формуванні реалістичного стилю радянської поезії.
Некрасов робив у своїх віршах основний акцент на гостросоціальний зміст і навіть нехтував художніми якостями. Багато віршів відверто йому не вдавалися. З точки зору витонченості письма, його не можна поставити поруч ні з Пушкіним, ні з Лермонтовим, а часом і з деякими другорядними поетами. Численні вірші він і сам заповідав не включати в збори його творів. Між поетами «громадянського» напряму є поети, яких можна поставити вище Некрасова по техніці, в їх числі О. М. Плещеєв і Д. Д. Мінаєв. Однак, з іншого боку, саме порівняння з цими поетами, які не поступалися Некрасову і в «лібералізмі», показує, що, не завжди досягаючи зовнішніх проявів художності, Некрасов жодному з найбільших художників російського слова не поступається в силі передачі своїх думок через свої вірші.
У вірші «На Волзі» (1860) він торкнувся теми однієї з найважчих і неприємних сторін кріпосницької дійсності — бурлацтва. Тема знайома йому ще з дитячих спогадів — він не раз бачив важку працю бурлаків. Його гіркі думки розділяла тоді вся демократична інтелігенція. Поет не раз повертався до теми «холопства» і необхідності боротьби з ним.

## Українські перекладачі поезії
Українською твори поета перекладали М. К. Вороний, М. Т. Рильський, М. І. Терещенко, П. М. Усенко.

## Вшанування
2907 Некрасов — астероїд, названий на честь поета.
На його честь названо багато урбанонімів.